# Gammarus duebeni
Gammarus duebeni es una especie de crustáceo anfípodo de la familia Gammaridae. Se distribuye en los cursos de agua dulce en el norte de Europa, el sur de Groenlandia y el este de Canadá.
Un estudio de 2020 mostró que la especie puede fragmentar microplásticos en partes menores al tamaño de una célula (nanoplásticos) en 96 horas.